# La Déposition de croix (Giotto)
Pour les articles homonymes, voir Déposition de la Croix.

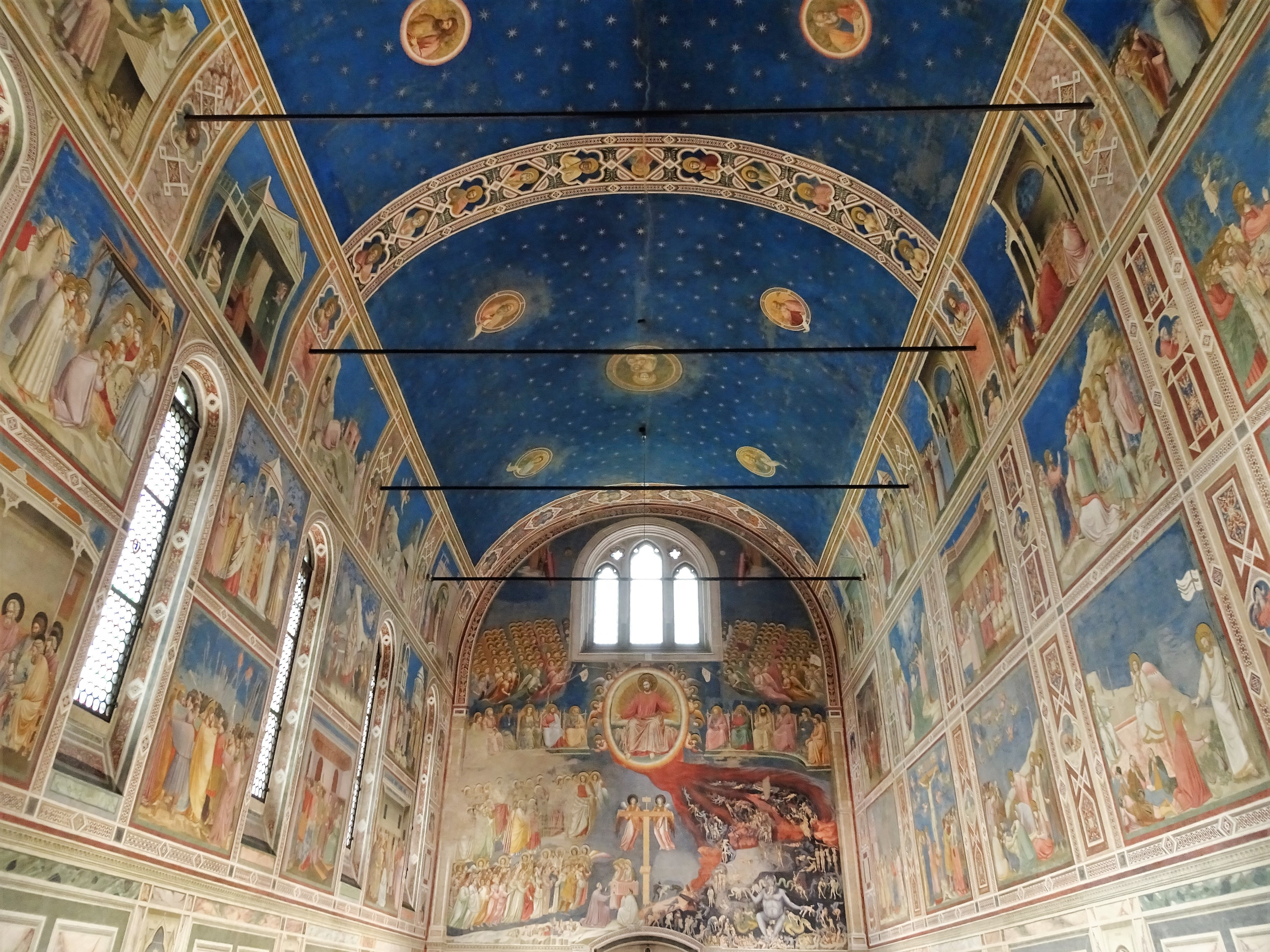
Vue plus globale des fresques sur les parois de la chapelle et du plafond.

La Déposition de Croix (en italien : Compianto su Cristo morto) de  1305, est une fresque réalisée par le  peintre et architecte italien Giotto di Bondone pour la chapelle des Scrovegni à Padoue. 

## Emplacement dans le cycle
Partie du Cycle de la vie du Christ, l'œuvre figure sur une des parois de la chapelle des Scrovegni, à Padoue, celle  du registre inférieur, sur la quatrième partie du mur Nord (à gauche en regardant vers l'autel), panneau no 36 au-dessous du panneau  no 24 (Les Noces de Cana).

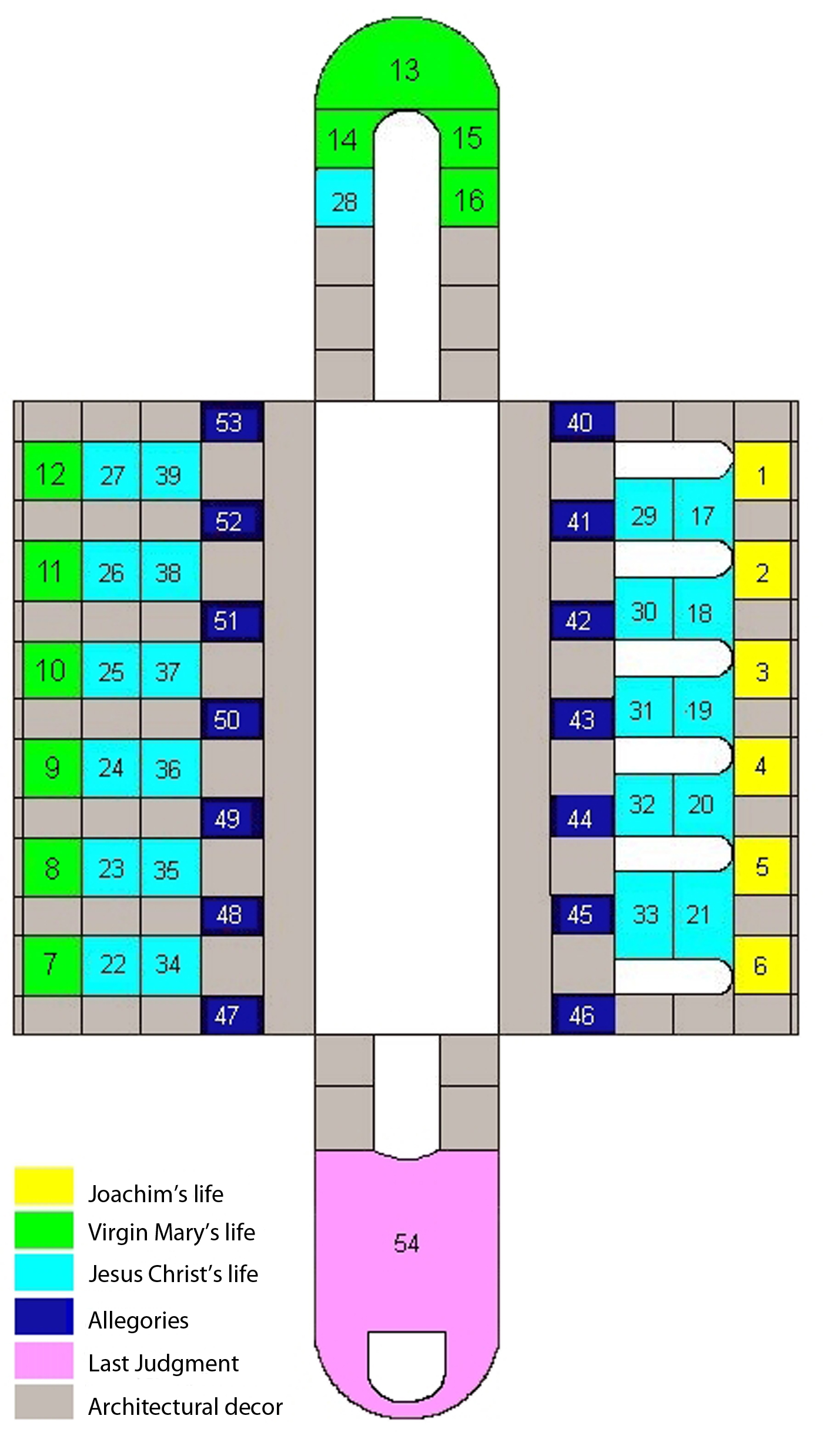
Plan des fresques.
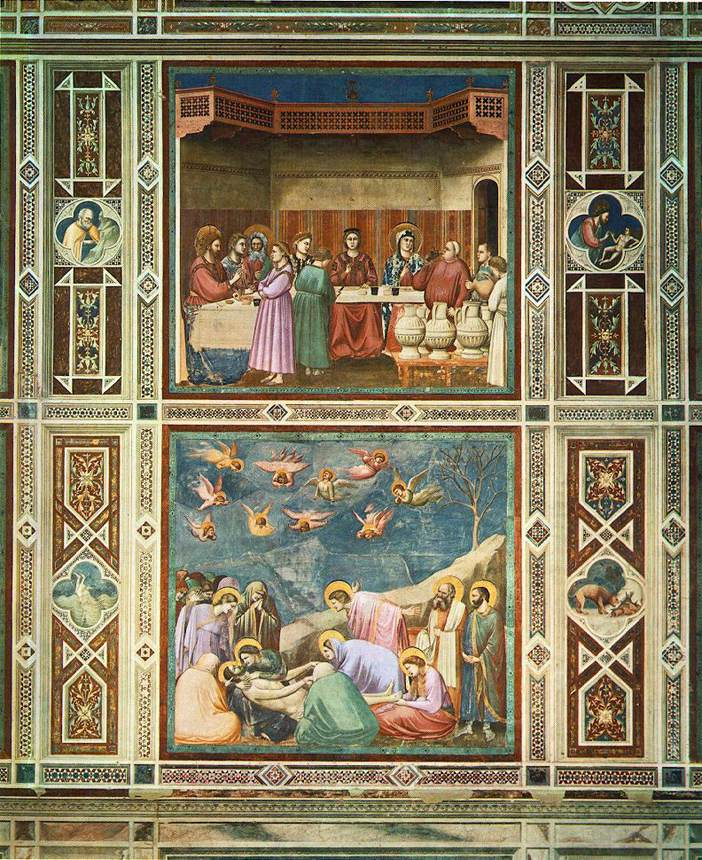
Panneaux 2436
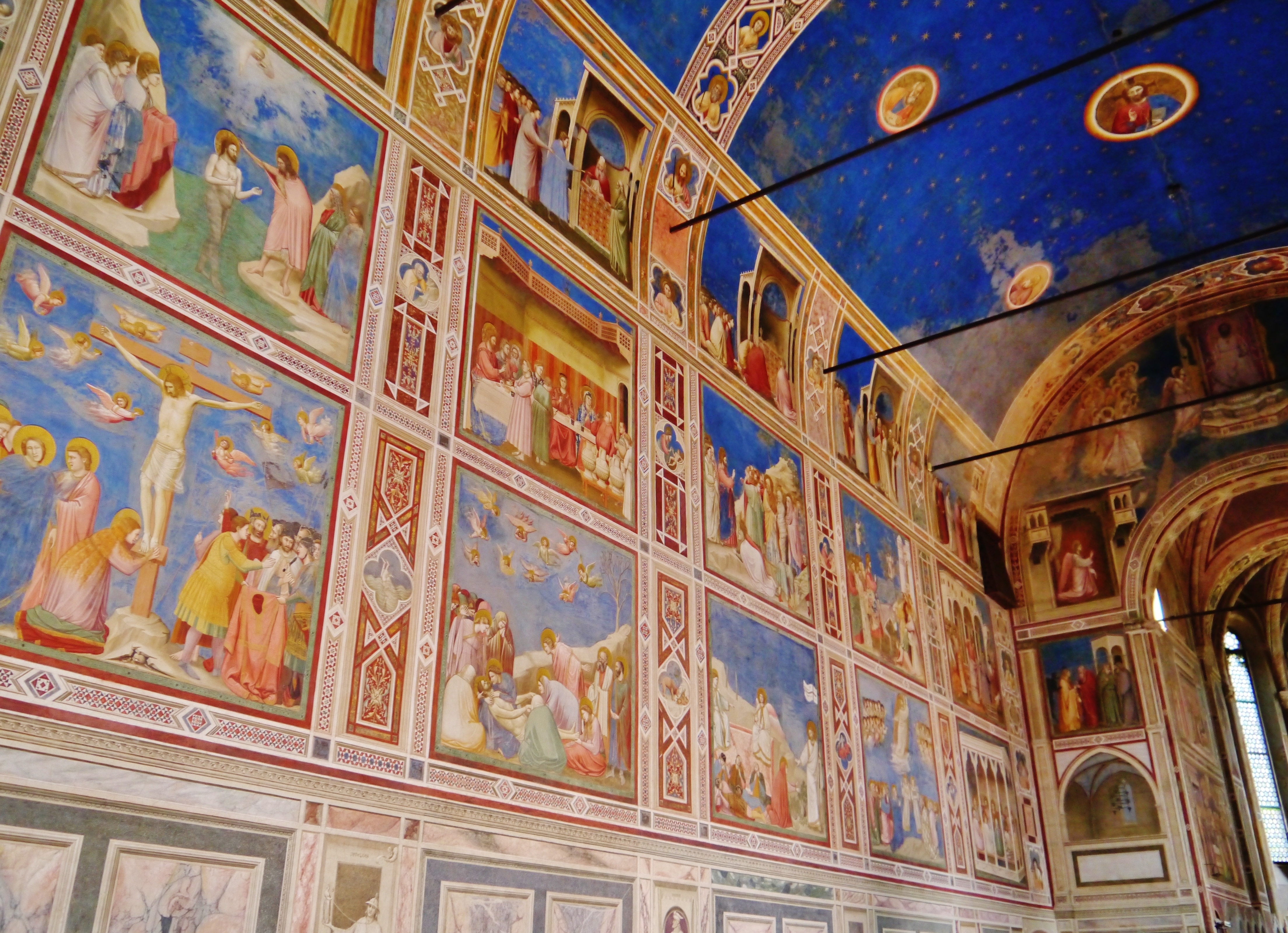
Mur orienté nord.

## Thème biblique
Le thème de l'iconographie chrétienne est celui de la Descente de croix, dite aussi de la Déposition du Christ ou, suivant les protagonistes présents dans la scène, de la Déploration ou de la Lamentation devant le Christ mort. 

## Description
Jésus est déposé de la croix. Il est au premier plan entouré des Trois Maries et saint Jean (un apôtre du Christ) est derrière lui. On retrouve aussi saint Pierre, reconnaissable à sa calvitie, et à ses côtés saint Paul. Sur la gauche, au second plan, se trouve un chœur des femmes qui pleurent. En oblique est représenté le mont des Oliviers. Comme dans d'autres tableaux sur le même thème, la présence de certains personnages est un anachronisme comme saint Paul, converti bien après la crucifixion ou saint Jean-Baptiste déjà mort. L'accent est mis sur l"émotion des personnages, en renforçant leur expressivité sans l'exagérer.
Traditionnellement sont présents dans cette scène des proches et compagnons du Christ soient : la Vierge Marie, Marie-Madeleine, Marie de Cléophas (sœur de la mère de Jésus), Nicodème, Joseph d'Arimathie et l'apôtre Jean.

## Analyse du tableau
Giotto compose cette scène en s’appuyant sur la grande oblique de la ligne de crête du mont des Oliviers. Cette ligne, en s’abaissant de la droite vers la gauche, est à l’inverse du sens de lecture habituel. Elle concentre l’effet dramatique vers le visage du Christ et de la Vierge Marie. Un ensemble de lignes courbes, dont la ligne du mur, conduit notre regard vers ce foyer de souffrance. À la ligne horizontale du Christ mort, répondent de part et d’autre des lignes verticales des personnages qui l'entourent.
Le mur donne un effet de profondeur fuyante, un des prémices de la perspective occidentale naissante. La disposition dans l'espace proposée dans ce tableau de Giotto ne correspond plus à l'espace bidimensionnel de l'art byzantin et du début du Moyen Âge, mais amorce l'espace tridimensionnel et plus naturaliste de la tradition classique.
Des tons froids (le ciel, la montagne…) et des tons chauds (les auréoles, les toges…) se partagent la palette de couleurs utilisée.
La lumière vient du ciel (des anges), et tout un travail d’ombre, de contraste clair-obscur existe sur les personnages, ce qui crée une impression de volume.
Ce qui se passe dans le ciel est tout autant important que ce qui se passe sur terre. Dans le ciel, les anges semblent particulièrement désolés de ce qui se passe , et manifestent une forte émotion. Le bleu dans lequel ils se déplacent se retrouve dans les couleurs du plafond, créant un effet d'ascencion «tumultueuse». Dans son roman À la recherche du temps perdu, Marcel Proust fait dire à un personnage : « nous poussâmes jusqu'à Padoue ; après avoir traversé en plein soleil le jardin de l'Arena, j'entrai dans la chapelle des Giotto où la voûte entière et le fond des fresques sont si bleus qu'il semble que la radieuse journée ait passé le seuil elle aussi avec le visiteur et soit venue un instant mettre à l'ombre et au frais son ciel pur ». 

## Postérité
La fresque fait partie du musée imaginaire de l'historien français Paul Veyne, qui le décrit dans son ouvrage justement intitulé Mon musée imaginaire. Elle est par ailleurs l'une des « 105 œuvres décisives de la peinture occidentale » constituant celui de Michel Butor.

### Autres sources bibliographiques
- (it) Maurizia Tazartes, Giotto, Milan, Rizzoli, 2004, 189 p. (ISBN 978-88-17-00448-0)
- (it) Edi Baccheschi, L'opera completa di Giotto, Milan, Rizzoli, 1977 (traduction  (ISBN 9782080112194))